# John Gilmore (informaticien)
Pour les articles homonymes, voir John Gilmore et Gilmore.
John Gilmore, né en 1955, est l'un des fondateurs de l'Electronic Frontier Foundation, de la liste de diffusion Cypherpunk et de Cygnus Solutions. Il a créé la hiérarchie alt.* sur Usenet et est un contributeur majeur du projet GNU.

## Biographie
En tant que cinquième employé de Sun Microsystems et fondateur de Cygnus Support, il a accumulé suffisamment de richesse pour prendre une retraite anticipée et se concentrer sur ses centres d'intérêt. Il contribue fréquemment aux logiciels libres, et a travaillé sur plusieurs projets GNU : il a maintenu le GNU Debugger au début des années 1990, initié GNU Radio en 1998, débuté Gnash en décembre 2005 pour créer un lecteur libre pour les films flash, et écrit le programme pdtar qui devint GNU tar. À l'extérieur du projet GNU il a fondé le projet FreeS/WAN (en), une implémentation d'IPsec, pour promouvoir le chiffrement du trafic Internet. Il a sponsorisé Deep Crack, le craqueur de code DES de l'EFF, et est un partisan du chiffrement opportuniste.
Il possède le domaine toad.com qui est l'un des 100 plus vieux .com actifs. Il a été enregistré le 18 août 1987. Il administre le serveur de messagerie électronique de toad.com comme un relais ouvert. En octobre 2002, Verio, fournisseur d'accès de Gilmore, a coupé son accès pour avoir fourni un relais ouvert, ce qui constituait une violation des conditions d'utilisation. Beaucoup de gens affirment qu'un relais ouvert facilite l'envoi de pourriel. Gilmore a protesté que son serveur était programmé pour être quasiment inutile pour des pourrielleurs et les expéditeurs de masse, et il affirma que les actions de Verio étaient de la censure. Il affirma aussi que sa configuration facilitait l'envoi de messages pour ses amis qui voyageaient, même si ses opposants affirment qu'il existe d'autres moyens pour les voyageurs d'envoyer des courriels. Les mesures prises par Gilmore ont pu aider ou non, mais au moins un ver connu pour utiliser les relais ouvert — W32.Yaha — a été programmé en dur pour utiliser toad.com. Un article citant ce fait a été publié, et une discussion a eu lieu sur la liste Politechbot de Declan McCullagh (en). 
Gilmore est le coauteur avec Bill Croft du protocole Bootstrap (1985 - RFC 951) qui a évolué en DHCP, le principal moyen d'obtenir une adresse IP lorsqu'on rejoint un réseau Ethernet ou sans-fil.
Ouvertement libertarien, Gilmore a attaqué la FAA, le département de la Justice des États-Unis, et d'autres. Il a argumenté sur le caractère anticonstitutionnel des lois secrètes concernant les mesures de sécurité pour les voyageurs dans le procès Gilmore contre Gonzales (en).
Gilmore est aussi un philanthrope qui a soutenu financièrement un certain nombre de projets, dont entre autres étudiants pour une politique sensée sur la drogue, le Projet pour une politique sur la marijuana, l'Association multidisciplinaire pour des études psychédéliques, Erowid et diverses organisations visant à arrêter la campagne des États-Unis contre les drogues.